# 六號格雷厄姆鎮區 (北卡羅萊納州阿拉曼斯縣)
六號格雷厄姆鎮區（英語：Township 6, Graham）是位於美國北卡羅萊納州阿拉曼斯縣的一個鎮區。

## 地方資料
六號格雷厄姆鎮區的面積為46.88平方千米，皆為陸地。根據2020年美國人口普查的數據，當地共有人口6337人，而人口密度為每平方千米569人。